# Kanton Mont-Saint-Aignan
Der Kanton Mont-Saint-Aignan ist seit 1982 ein französischer Wahlkreis im Arrondissement Rouen im Département Seine-Maritime in der Region Normandie; sein Hauptort ist Mont-Saint-Aignan. Der Kanton liegt im Mittel auf 108 Meter über dem Meeresspiegel, zwischen 4 m in Déville-lès-Rouen und 171 m in Mont-Saint-Aignan.

## Gemeinden
Der Kanton besteht aus zwei Gemeinden mit insgesamt 30.878 Einwohnern (Stand: 1. Januar 2022) auf einer Gesamtfläche von 11,10 km²:
| Gemeinde                 | Einwohner 1. Januar 2022 | Fläche km² | Dichte Einw./km² | Code INSEE | Postleitzahl |
| ------------------------ | ------------------------ | ---------- | ---------------- | ---------- | ------------ |
| Déville-lès-Rouen        | 10.690                   | 3,16       | 3.383            | 76216      | 76250        |
| Mont-Saint-Aignan        | 20.188                   | 7,94       | 2.543            | 76451      | 76130        |
| Kanton Mont-Saint-Aignan | 30.878                   | 11,10      | 2.782            | 7622       | –            |

## Bevölkerungsentwicklung
| 1962   | 1968   | 1975   | 1982   | 1990   | 1999   | 2006   |
| ------ | ------ | ------ | ------ | ------ | ------ | ------ |
| 18.632 | 25.653 | 30.891 | 30.872 | 30.482 | 31.706 | 31.065 |